# Promy typu Bielik

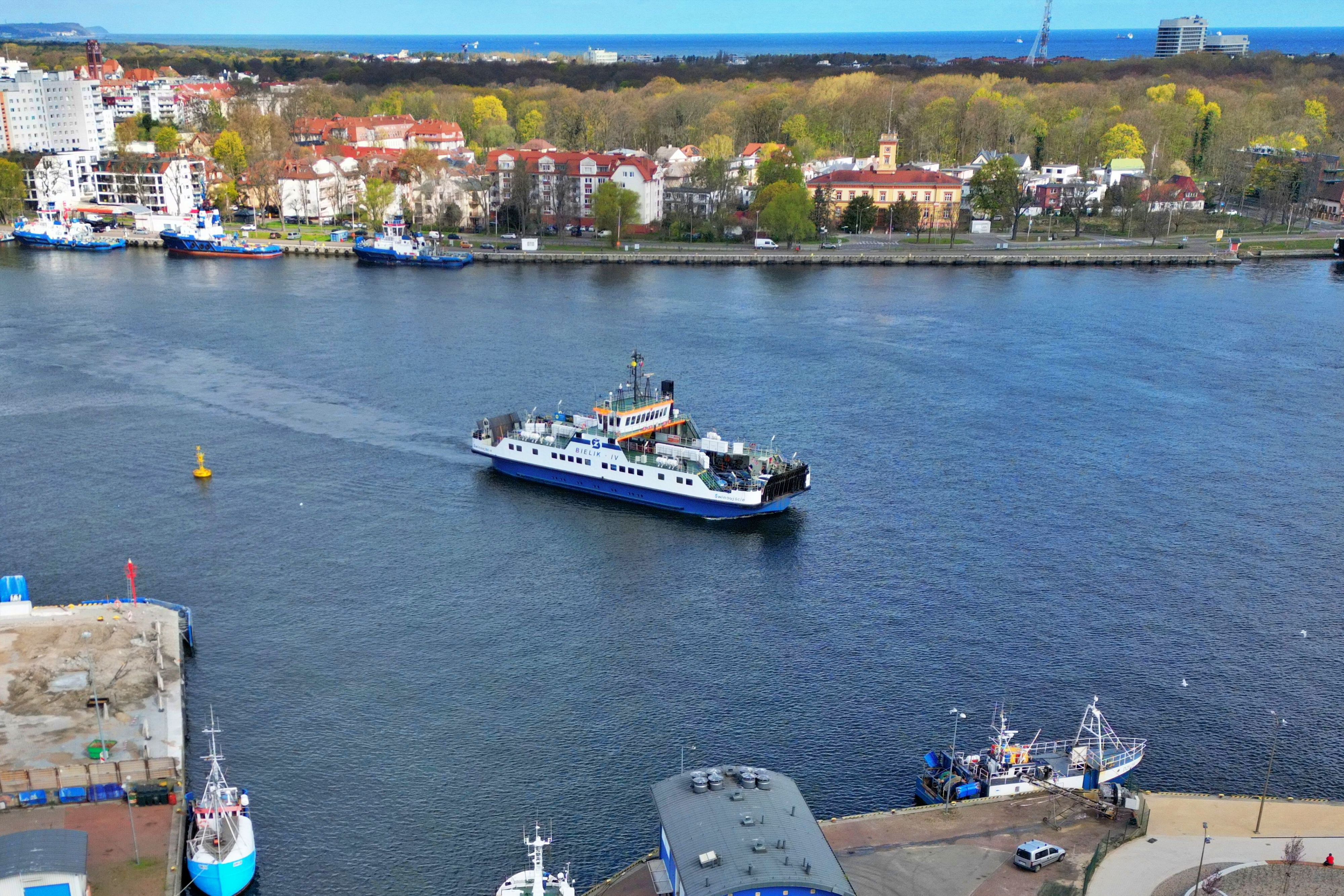
Prom Bielik podczas kursu przez Świnę

Promy Bielik – typ śródlądowych promów pasażersko-samochodowych, czołowo przelotowych.  
Obsługują połączenie promowe Świnoujście Warszów przez Świnę w Świnoujściu pomiędzy położoną na wyspie Wolin dzielnicą Warszów a śródmieściem Świnoujścia leżącym na wyspie Uznam. Ich armatorem oraz operatorem jest Żegluga Świnoujska.

## Dane promów MF Bielik
Na serię składają się cztery jednostki:
- Bielik I – IMO 9187980;
- Bielik II – IMO 9187992;
- Bielik III – IMO 9188001;
- Bielik IV – IMO 9212149[2].

Promy posiadają rampy wjazdowe na dziobie i rufie oraz wzmocnienia lodowe. Mieszczą około 33 samochodów osobowych i dostawczych oraz do 700 pasażerów. Mają otwarte (na poziomie głównym) i zamknięte (na pokładzie dolnym) pokłady dla pieszych oraz specjalny pokład dla skuterów, rowerów i motocykli.

### Wartość
W zależności od intensywności eksploatacji, wieku oraz sprawności każdy z promów w 2015 był wyceniony na inną kwotę:
1. Prom drogowy "Bielik I" 16 819 936,68 zł[2]
2. Prom drogowy "Bielik II" 15 980 033,36 zł[2]
3. Prom drogowy "Bielik III" 16 821 153,11 zł[2]. W roku 2025 prom Bielik III  wystawiano na sprzedaż za kwotę 11 095 000 zł netto[5].
4. Prom drogowy "Bielik IV" 18 569 514,90 zł[2].